# Pactum Sicardi
Het Pactum Sicardi was een verdrag dat op 4 juli 836 werd ondertekend tussen het Griekse hertogdom Napels, inclusief de satellietstadstaten Sorrento en Amalfi, vertegenwoordigd door bisschop Jan IV en hertog Andreas II, en de Lombardische prins van Benevento, Sicard. Het verdrag was een wapenstilstand die een einde maakte aan een oorlog tussen de Griekse staten en Benevento, waarbij het Byzantijnse Rijk niet was tussenbeide gekomen ten behoeve van zijn onderdanen. Het zou vijf jaar duren tussen de Lombardische prins en de Napolitanen. Het was een tijdelijke wapenstilstand en onderscheidde zich van andere verdragen zoals Pactum Warmundi, die tijdelijke allianties tot stand brachten.
De politieke situatie in de regio Campanië in de negende en tiende eeuw werd beschreven als onstabiel en gekenmerkt door constante spanningen tussen en binnen de aangrenzende politieke entiteiten. Het Pactum Sicardi nam de vorm aan van een verdrag met meerdere clausules dat waarschijnlijk tot doel had alle mogelijke oorzaken van conflicten tussen de twee ondertekenaars aan te pakken.
Met het verdrag erkende Prins Sicard de rechten van kooplieden uit de drie steden om door zijn domeinen te reizen. Hij stelde de scheepvaart op de rivieren Patria, Volturno en Minturno open voor kooplieden, responsales (gezanten) en milities (soldaten). Sicard gaf zijn bevoegdheden om de illegale slavenhandel (in Lombardije) of de handel in gestolen goederen af te dwingen niet op. Hij schafte wel de lex naufragii (wet van schipbreuk) af, op grond waarvan de landeigenaar op wiens oevers een schipbreuk of de lading ervan aanspoelde, de bezitter was van die rijkdom: "Als een schip vergaat door de schuld [van de mannen aan boord], moeten de goederen die erin worden aangetroffen, worden teruggegeven aan degene aan wie ze toebehoorden en nog steeds toebehoren." Deze maatregel, die de eigendomsrechten van scheepvaartmaatschappijen en kooplieden beschermde, was "ver vooruit op deze tijd".
Ondanks deze inspanningen brak er in 837 opnieuw een oorlog uit, toen hertog Andreas van Napels de Saracenen als bondgenoten tegen Benevento opriep. In 838 veroverde Sicard Amalfi over zee. Het Pactum Sicardi heeft de interesse van de partijen in dit gebied aangegeven, met name met de fragmentarische verwijzing naar het verdrag, waarin een interesse van beide partijen werd gedetailleerd om de activiteiten van de Amalfitanen te controleren.